# (2267) Agassiz
(2267) Agassiz és un asteroide pertanyent al cinturó d'asteroides descobert per l'equip de l'Observatori de l'Harvard College el 9 de setembre de 1977 des de l'Estació George R. Agassiz, Estats Units.
Inicialment va ser designat com 1977 RF. Més endavant es va anomenar en honor del naturalista suís Louis Agassiz (1807-1873), del zoòleg i oceanògraf nord-americà Alexander Agassiz (1835-1910), fill de l'anterior, i de l'astrònom i mecenes nord-americà George Russell Agassiz (1862-1951), net del primer.
Orbita a una distància mitjana del Sol de 2,217 ua, podent allunyar-se'n fins a 2,526 ua i acostar-s'hi fins a 1,908 ua. Té una inclinació orbital de 1,954° i una excentricitat de 0,1392. Empra a completar una òrbita al voltant del Sol 1206 dies.